# Селезян (озеро)
Селезя́н — озеро в Еткульском районе Челябинской области.

## География
Расположено в северной части Еткульского района примерно в 40 километрах от Челябинска и в 20 км от Копейска. На юго-западном берегу расположено одноимённое село. Рядом находятся озёра Малый Селезян и Аткуль, с которым Селезян сообщается системой протоков и подземных вод. В северо-западной части в озеро впадает река Чумляк.